# Prélinteau
Un prélinteau est un élément allongé en béton précontraint, destiné à faire partie d'un linteau. Le prélinteau est posé sur les montants du linteau et sert ensuite d'élément porteur et de coffrage aux autres éléments de maçonnerie constitutifs du linteau (blocs de béton, béton armé, briques, etc.).

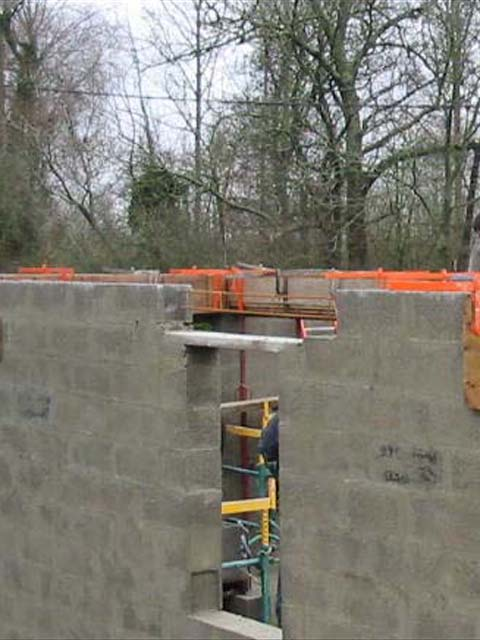
Mise en place du prélinteau avant coffrage et coulage du béton.
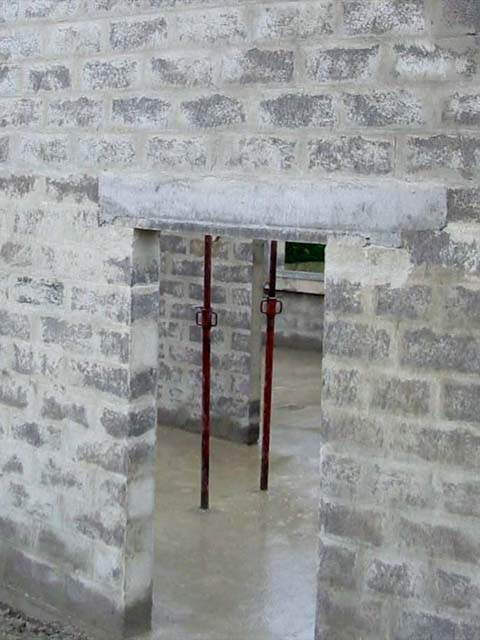
Linteau avec prélinteau après décoffrage.